# Їржі Стівін
Їржі Стівін (23 листопада 1942, Прага) — чеський джазовий музикант, мультиінструменталіст і композитор, раніше кінорежисер (оператор).

## Життєпис

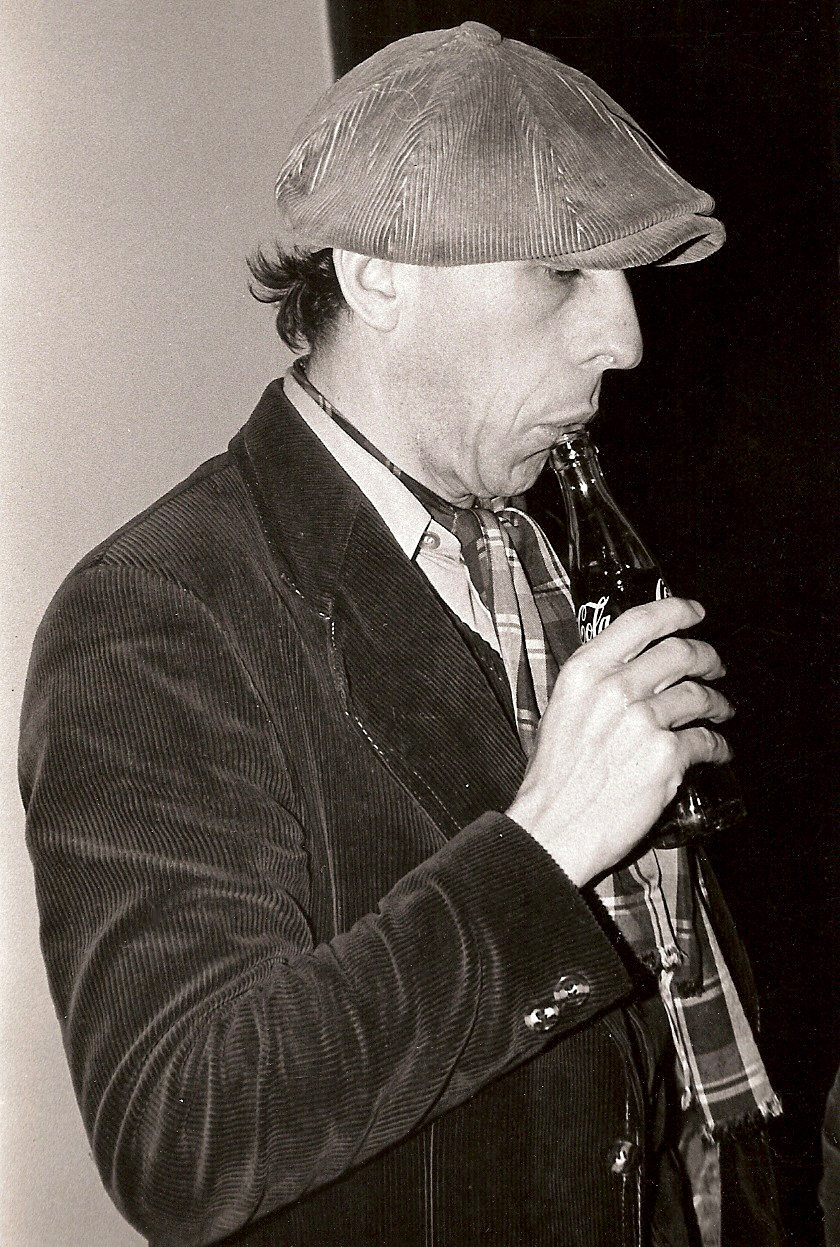
Їржі Стівін у 1978 році.

Його мати, місіс Єва Свободова, була відомою чеською телеведучою та кіноактрисою різних невеликих епізодичних та комічних ролей, його сестра Зузана — колишня чеська акторка та учасниця театру «На поручнях». Донька Зузана Стівінова молодша (також актриса та співачка) захоплювалася грою на ударних інструментах, а його другий син Адам грав на бас-гітарі. Загалом Їржі має 7 онуків.
Їржі був навчався по напряму «Камера» на Факультеті кіно і телебачення Академії музичних мистецтв у Празі, але після закінчення присвятив себе винятково музиці. Його музичне вираження характеризується снагою, енергійністю, імпровізацією та частими перемиканнями між різними музичними стилями. Він виступав у рок- гурті Sputnici, був членом драматичного ансамблю Музичного театру в Карліні. Втім його головна сфера — джаз. У 60-х роках він заснував ансамбль Jazz Q. Під час однорічного перебування в Лондоні мав стажування в Королівській музичній академії.
Після повернення до Чехословаччини він заснував компанію Stivín & Co. Jazz System. У період з 1967 по 1969 рік Їржі був членом Театру імені Яра Кімрмана, а у 1970–1973 рр. — членом, солістом і нарешті диригентом драматичного оркестру Національного театру (м. Прага). Пізніше він утворив гурт із Рудольфом Дашеком System Tandem, з яким здобули величезний успіх і похвали на багатьох провідних європейських джазових фестивалях. У 1980-х роках він працював здебільша солістом у багатьох власних та чужих музичних проєктах. Його подвійний альбом Výlety (пер. Поїздки) у 1981 році потрапив до переліку найвидатніших європейських джазових проєктів року. З 1980-х років він долучається до, зосередженого на класичній музиці Collegium Quodlibet, Їржі спеціалізується там на епосі Відродження та Бароко. Досвід роботи у цих музичних стилях він здобув, переважно, завдяки Мілану Манклінґеру, який навчав Стівіна грати на флейті та познайомив його із докласичною інтерпретацією музики. З Міланом Манклінґером та учасниками ансамблю Ars rediviva (з лат. Мистецтво відроджується) Їржі часто виступав у відомому чеському музичному проєкті Hovorech s flétnou a posluchači (пер. Поговоріть із флейтою та слухачами), а також у різних концертних циклах барокової музики.
Із середини 1980-х він також викладав у Празькій консерваторії по класу вертикальної флейти (блокфлейти). На фестивалі Jazztage Leverkusen 1986 р. Стівін виступав із власним гуртом Workshop Band у складі Ґюнтером «Baby» Соммером, Тео Йоргенсманом та Барре Філліпсом. Він також бере участь у створення музики для кіно та театру. У 1999 році він заснував Центр імпровізації в мистецтві, що базується у Вшенорі поблизу Праги, там він організовував і проводив семінари та відкриті уроки з імпровізації. 28 жовтня 2007 р. президент Чехії Вацлав Клаус нагородив його державною відзнакою Чеської Республіки за заслуги у культурі та мистецтві.

## Твори (вибірково)
- Подорож у глибину музичного минулого
- Дві риби в чужому місті (джазовий квартет)
- Фантастика на тему бароко
- Все має певний час (кантата для сопрано, флейти, клавесина та віоли да ґамба)
- Вогняна безодня (джазовий квартет)
- Вшанування Св. Сесілія (кводлібет для соло, хору та органу)
- Метаморфози часу (фантазія для флейти та струнних)
- Анаграма (варіація на тему Р. Дашека для малої флейти)
- Вагнерійські натхнення для органного та джазового квартету

## Музика до кінострічок
Художні фільми
- Ватерлу в Чехії (2002)
- Шахи (студентський фільм, 2000 р.)
- Бумеранг (1996)
- Фортеця (1994)
- Марта і я (1990)
- Найбільший П'єро (телесеріал, 1990)
- Мудрість Хока (1989)
- Кукурудзяні кільця (телефільм, 1989)
- Кралина їздити (телефільм, 1987)
- Про живу воду (телефільм, 1987)
- Господарі Едісона (1987)
- Шанс Антонія (1986)
- Як отрута (1985)
- Крісло (1985)
- Про Матільду з запасною головою (1985)
- Поцілунки містера Піпа (1985)
- Тонкий лід (телефільм, 1985)
- Варосбуйошка (1985)
- Що ти, докторе? (1984)
- Будинок Ексельсіор (ТВ, 1984)
- Підборіддя короля Торна (1984)
- Принцеса, яка все бачила (1984)
- Товариші (1984)
- Післеполудневий відпочинок Фавна (1983)
- Гравці (1982)
- Звірячий павільйон (1982)
- Містер Піп гуляє (1982)
- Кабінет жахливого спагеті (аматорський фільм, 1981 р.)
- Королева Колобежка перша (1981)
- Скляний будинок (1981)
- Я не хочу нічого чути (1978)
- Сієста (1977)
- Паризька комуна (телефільм, 1970)
- Хижа Джулі (1969)

Документальні фільми
- Громадянин Гавел прокидається (2009)
- Громадянин Вацлав Гавел їде у відпустку (2005)
- Туман (1995)
- Вацлав Гавел — чеська казка (телефільм, 1993 р.)
- Театр Турби ерго (1992)
- Питання для двох жінок (1985)
- Місто в білому кольорі (1972)

## Дискографія
- Альбом Coniunctio — Blue Effect & Jazz Q, Supraphon, 1970 р. (перевиданий: Bonton, 2001 р.)

- Stivín & Co. Jazz System/Володимир Томек з друзями, Panton, 1971
- 5 ran do čepice — Стівін, Філіпс, Дашек, Зайферт, Вітох, Вейвода, Supraphon, 1972
- Our System Tandem (пер. Наш Системний тандем) — Їржі Стівін та Рудольф Дашек, RCA, 1974 рік
- System Tandem (пер. Системний тандем) — Їржі Стівін та Рудольф Дашек, JAPO, 1975
- Tandem (пер. Тандем) — Їржі Стівін та Рудольф Дашек, Supraphon, 1976 рік
- Концерт у Любляні — System Tandem Stivin & Dasek, Supraphon, 1976 (перевидання Bonton, 1996)
- Zvěrokruh (пер. Звірокруг/Зодіак) — Їржі Стівін/Ґабріель Йонаш/Змішаний хор «Кюн»/квартет ім. Таліха, Supraphon, 1977 р. (Перевидання Bonton, 1997 р.)
- Інтерв'ю — Їржі Стівін/Тоні Скотт/Рудольф Дашек, Supraphon, 1981 рік
- Výlety (пер. Поїздки) — Їржі Стівін & П'єр Фавре, Supraphon, 1981
- Ґ. Ф. Телеманн: Концертні пісні для флейти — Їржі Стівін/Празький камерний оркестр, Supraphon, 1981 р.

- Й. С. Бах: Концерт фа мажор для клавесина, 2 флейт та струнних інструментів, Supraphon, 1982
- Антоніо Вівальді: Шість флейтових концертів, Op. 10 — Їржі Стівін/Словацький камерний оркестр, Opus, 1983 (перевидання 1993)
- Zrcadlení (пер. Відображення) — Мірка Крживанкова — Їржі Стівін & Ко., Supraphon, 1984

- Status Quo Vadis — Стівін/Павлічек/Криспін/Гавель/Біттова, Supraphon, 1987
- Reunion (пер. Воз'єднання) — System Tandem (Стівін & Дашек), Supraphon, 1989
- Ґ. Ф. Телеман: Фестиваль бароко та інші барокові родзинки, Naxos, 1989
- Антоніо Вівальді — Концерти для флейти — Їржі Стівін & Virtuosi di Praga, Supraphon, 1991
- Натхнення фольклором — Їржі Стівін & Ко. Джазовий квартет, ARTA Records, 1991 рік
- Telemann G .: Сюїт-рекордер у мінорі, Концерт віоли, Тафельмузик, Наксос, 1991 рік
- Флейти в музиці Ренесансу — Іржі Стівін, ARTA Records, 1992
- Дві покоління в джазі — Jiri Stivin & Jiri Stivin, P&J Music, 1992
- Жити в Редуті — Абрахамовіни — Jiri Stivin & Co., Лотос, 1993 рік
- Вшанування вул. Сесілія — Jiri Stivin & Collegium Quodlibet, Lotus, 1993
- Вшанування вул. Сесілія II — Jiri Stivin & Collegium Quodlibet, SQS, 1995
- Флейти в музиці бароко — Jiri Stivin & Vaclav Uhlir, Amabile, 1995
- G. P. Telemann — Jiri Stivin & Petr Hejny & Pro Arte Antique Prague, Arta, 1995
- Брабек, Стівін, Худечек грають Вівальді, Гаетано Делогу — Супрафон, CD, 1995
- Alchymia musicae — Ірі Стівін, Габріель Йонас, Празький вокальний квартет, Струнний квартет Таліча, ARTA Records, 1995
- Бордертальк — Іррі Стівін, Роб ван ден Брок, Алі Хауранд, Коннекс, 1995 рік
- Telemann для диктофона, альта та струнних струн, ARTA Records, 1995
- Моя юність закінчилася — Записувачі музики 17 століття — Іррі Стівін та Вацлав Улір, Супрафон, 1997
- Принцеси з фільму казок — Іррі Стівін, Супрафон, 1997
- Вшанування вул. Сесілія 3 — Jiri Stivin & Collegium Quodlibet, SQS, 1997
- Джазовий квартет «Жити в Агаррі» — Jiri Stivin & Co., ARTA Records, 1997
- 20-річний тур європейського джазового ансамблю, Коннекс, 1997 рік
- Вшанування вул. Сесілія 4 — Jiri Stivin & Collegium Quodlibet, SQS, 1998
- Екскурсії ІІ Двадцять років після — Іржі Стівін та П'єр Фавр, P&J Music, 1998
- Вшанування вул. Сесілія 5 — Jiri Stivin & Collegium Quodlibet, SQS, 1999
- PF 2000 Jiří Stivín грає 2000 Слухаючи Фтеріна для Vltavín, Vltavín, 1999
- Вшанування вул. Сесілія 6 — Jiri Stivin & Collegium Quodlibet, SQS, 2000
- G. P. Telemann — Jiri Stivin & Collegium Quodlibet, Supraphon, 2000
- Тільки нас двоє — Джирі Стівін та Алі Хауранд, Коннекс, 2001 рік
- 25-й ювілейний тур Європейського джазового ансамблю, Konnex 2002
- Подорожі до глибини музичного минулого — Jiří Stivín & Collegium Quodlibet, Арта, 2002
- Telemann — Vivaldi — Bach — Hudecek — Stivin — Hasenörl, SQS, 2003
- Джаз у замку — Джазовий санаторій Людек Хулана, Мультисонік, 2004
- так що… так що… — Jiri Stivin & Co. Джазовий квартет, SQS, 2004
- Благодійний концерт на допомогу Азії — Вацлав Худечек, Іррі Стівін, Маркета Стівінова, Роберт Гюго, Камерата Моравія, Чеське радіо, 2005
- Балади — Ali Haurand & Friends, Konnex 2005
- Джаз у замку — Роздуми та дотики — Jiří Stivín & Co. Джазова система, Мультизонік, 2005
- Bye Bye Holland — Jiri Stivin & Jazz, Арта, 2006
- Наживо — Золота скрипка та Іррі Стівін, почуття, 2006 рік
- Жити в Градеку Кралове 18.10.2003 — Іррі Стівін, Алі Хауранд, Даніель Хумайр, SQS, 2007
- Нас двоє «Просто більше» — Jiri Stivin & Ali Haurand, Konnex, 2008
- записи 1963—1976 — S + HQ Karel Velebny & Company, Радіосервіс, 2008
- Іржі Стівін 65 — Концерт у замку 30.10.2007 — Іржі Стівін та друзі, SQS, 2009